# Cangas del Narcea
Cangas del Narcea település Spanyolországban, Asztúria autonóm közösségben. Cangas del Narcea Degaña, Ibias, Allande, Tineo, Somiedo és Villablino községekkel határos. Lakosainak száma 11 421 fő (2024).

## Népesség
A település népessége az utóbbi években az alábbiak szerint változott:
| Lakosok száma | 16 865 | 16 011 | 15 127 | 14 589 | 14 077 | 13 710 | 12 947 | 12 347 | 11 817 | 11 421 |
|               | 2001   | 2004   | 2007   | 2009   | 2012   | 2014   | 2017   | 2019   | 2022   | 2024   |